# Municipio de Coleridge
El municipio de Coleridge (en inglés: Coleridge Township) es un municipio ubicado en el  condado de Randolph en el estado estadounidense de Carolina del Norte. En el año 2010 tenía una población de 2.290 habitantes.

## Geografía
El municipio de Coleridge se encuentra ubicado en las coordenadas 35°39′31.5″N 79°36′52.1″O / 35.658750, -79.614472.